# Pierre-Antoine Mongin

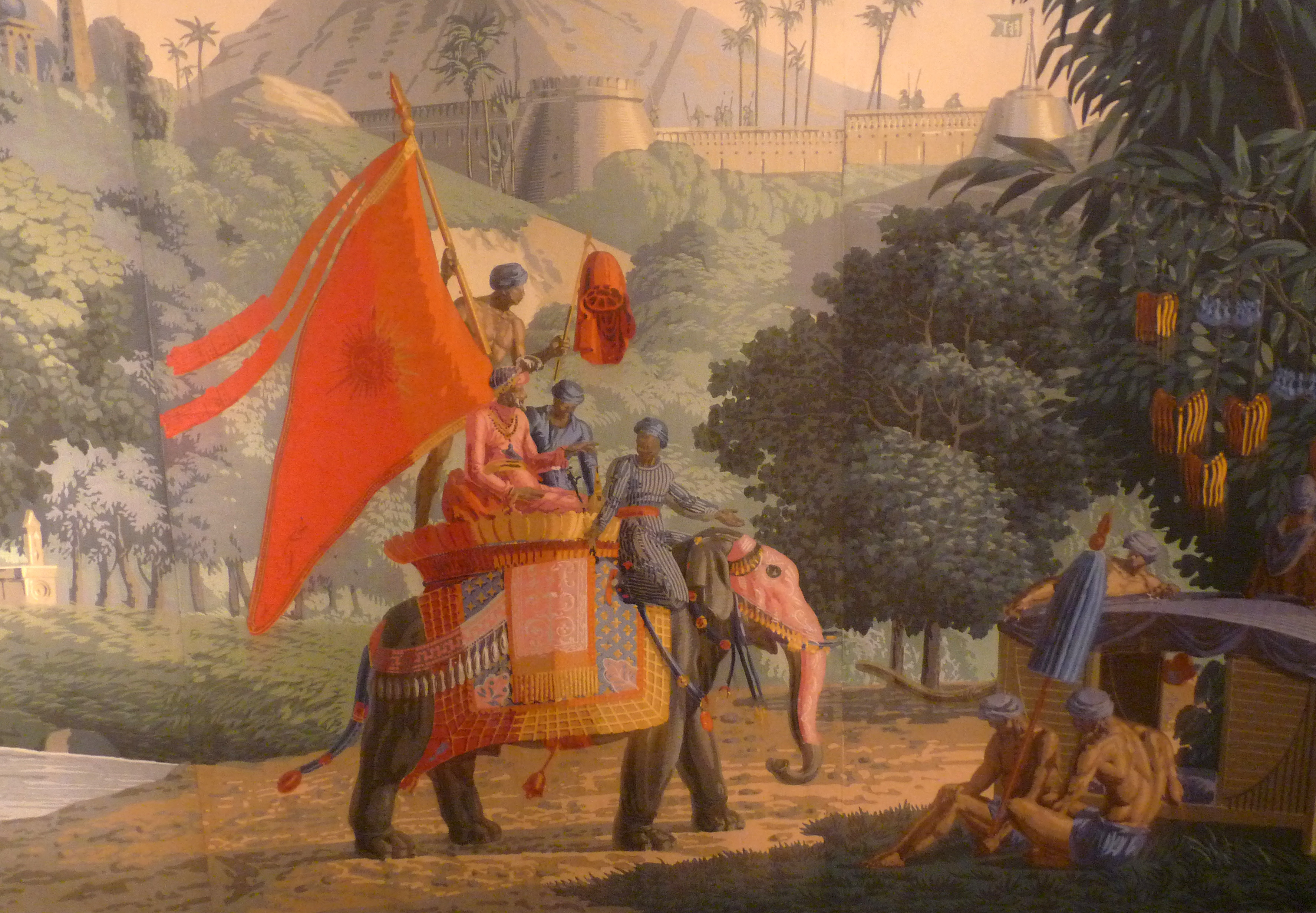
L'Indostan (dettaglio)

Pierre-Antoine Mongin (Parigi, febbraio 1761 – Versailles, 19 maggio 1827) è stato un pittore e incisore francese.

## Biografia
Pierre Antoine Mongin, dal 1782 al 1785, studiò arte presso l'Académie royale de peinture et de sculpture di Parigi, avendo come maestri Noël Hallé, Gabriel-François Doyen e François-André Vincent. Dopo un periodo di pratica personale e di ulteriori studi con Hallé, aprì un suo atelier ed iniziò ad esporre.
Presentò i suoi lavori al Salon con regolarità dal 1791 al 1824. Col tempo accolse nel suo studio diversi allievi, fra i quali Hippolyte Lecomte e Alexis-Victor Joly.
Amante sia della pittura a tempera su carta che di quella ad olio su tela, fu anche un fine incisore. Gli si debbono infatti varie incisioni originali, come ad esempio il Libro di disegni, che fu stampato dal litografo Godefroy Engelmann. Non tralasciò neanche l'arte decorativa, creando numerosi motivi per nuove Carte da parati commissionategli dall'imprenditore Jean Zuber.
Notevoli sono le sue creazioni "panoramiche": vaste pitture a tempera sui temi più diversi, come "L'Indostan" (1807), "La grande Elvezia" (1814), "La piccola Elvezia" (1818), e altre.
Mongin fu al medesimo tempo un pittore paesaggista, di genere e storico. In quest'ultimo settore diede la preferenza ad illustrazioni delle battaglie napoleoniche.
Morì nel 1827.

## Opere repertoriate
- Otto disegni,  Dipartimento di Arti grafiche del Museo del Louvre.
- Passage de l'armée de réserve dans le défilé d'Albaredo – 21 mai 1800,  Museo nazionale dei Castelli di Versailles e del Trianon.
- Bivouac de Napoléon près du château d'Ebersbarg – 4 mai 1809, Museo nazionale dei Castelli di Versailles e del Trianon.
- Bénédiction des troupeaux partant pour les Alpes, Museo di Belle arti di Marsiglia.
- Othon de Grandson (paesaggio alpestre), Museo Rolin d'Autun.
- Le repos du joueur de vielle, Museo nazionale delle arti e tradizioni popolari di Parigi.
- Una importante collezione di tempere di Mongin è conservata presso il "Staatliches Museum Schwerin", Germania.

## Galleria d'immagini

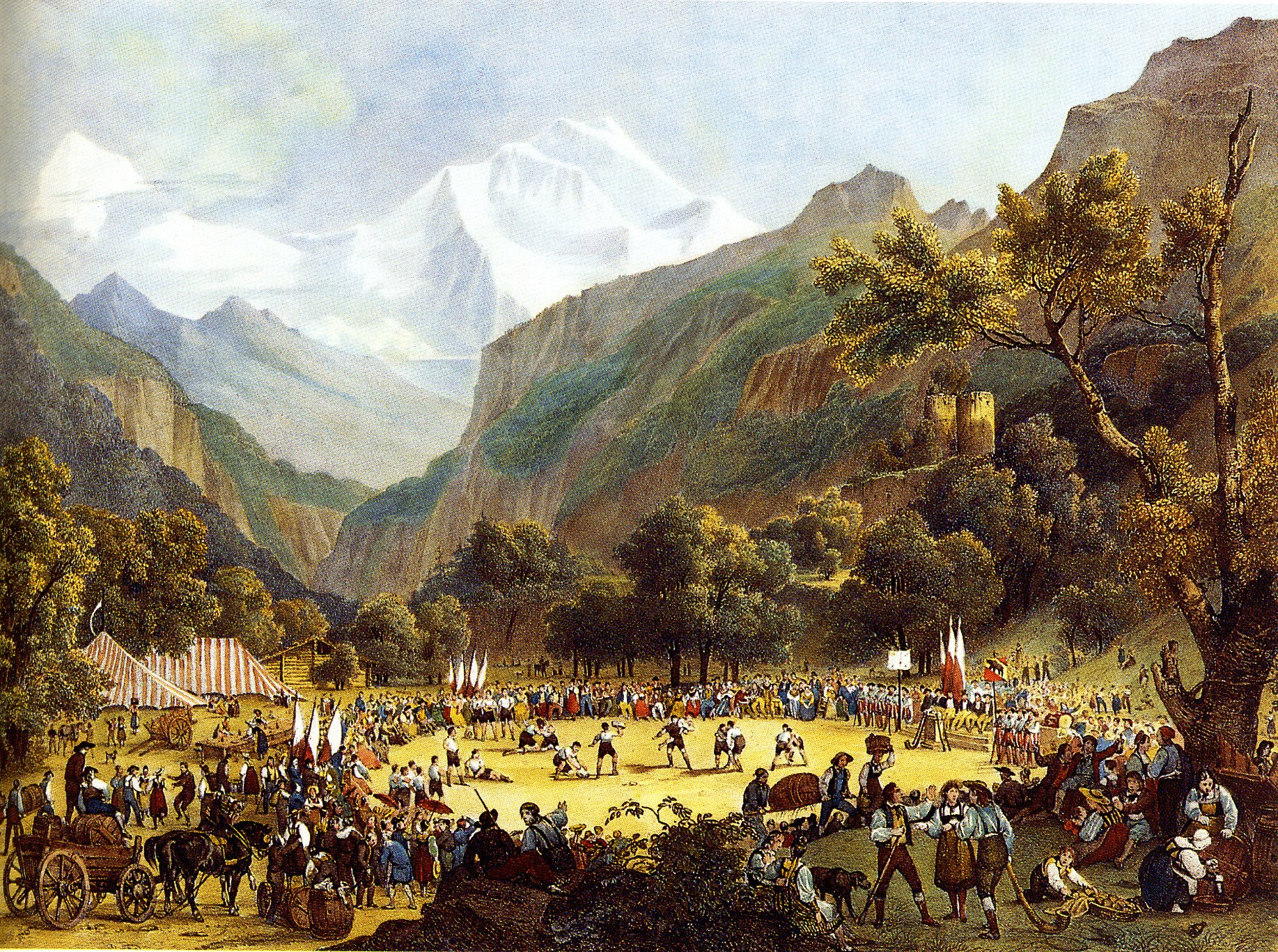
Festa di Unspunnen (Svizzera)
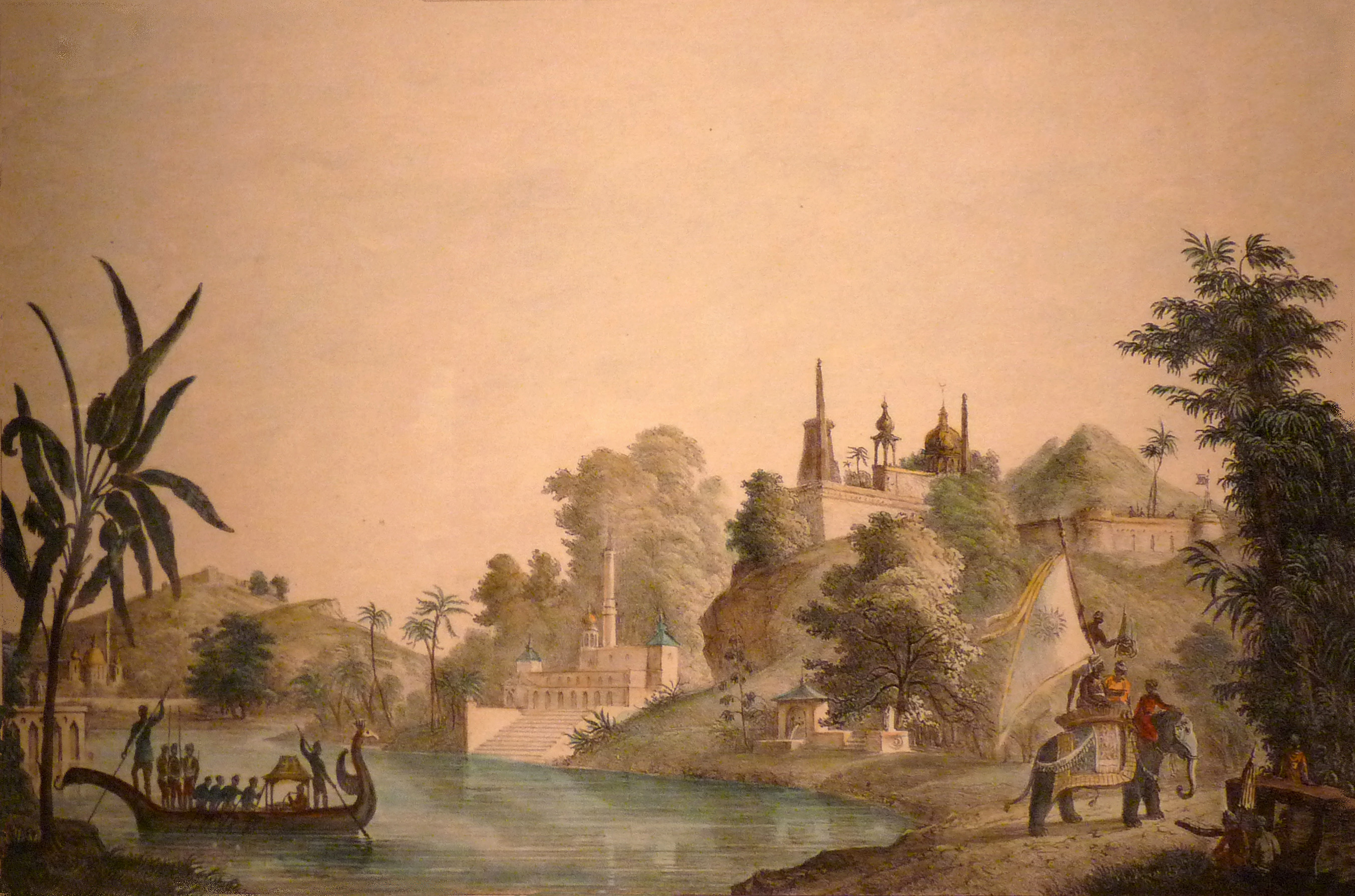
L'Indostan
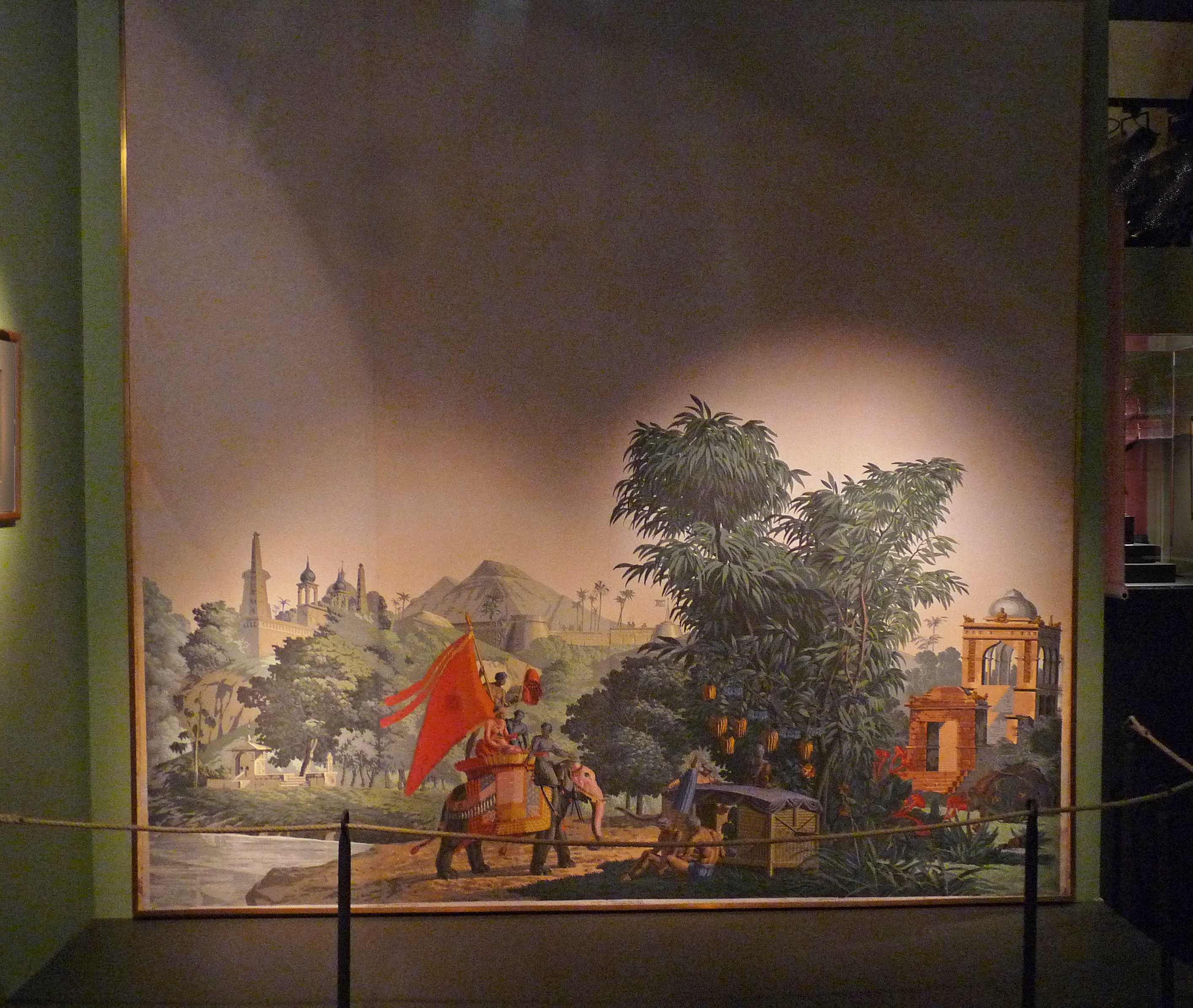
L'Indostan